# Pysslingkaktussläktet
Pysslingkaktussläktet (Frailea) är ett suckulent växtsläkte inom familjen kaktusväxter. 

## Beskrivning
Arter inom pysslingkaktussläktet blir sällan högre än tio centimeter och har stammar som är från klotrunda till kort cylindriska. Längden på taggarna varierar från korta till långa, sitter i vissa fall i kamlika rader och de har varierande färger. Areolerna sitter på de längsgående åsarna och taggarna strålar ut från dessa, som sig bör. Blommorna är trattformade och är gula i olika nyanser, från bleka till djupgula och är förhållandevis stora i jämförelse till plantan. De utvecklas på toppen av plantan och slår ut under sommarhalvåret, men endast om de får tillräckligt med solljus. Det är vanligt att dessa arter blommar i mycket unga år, men de har även förmågan att sätta frukt utan att blomma.

## Referenser

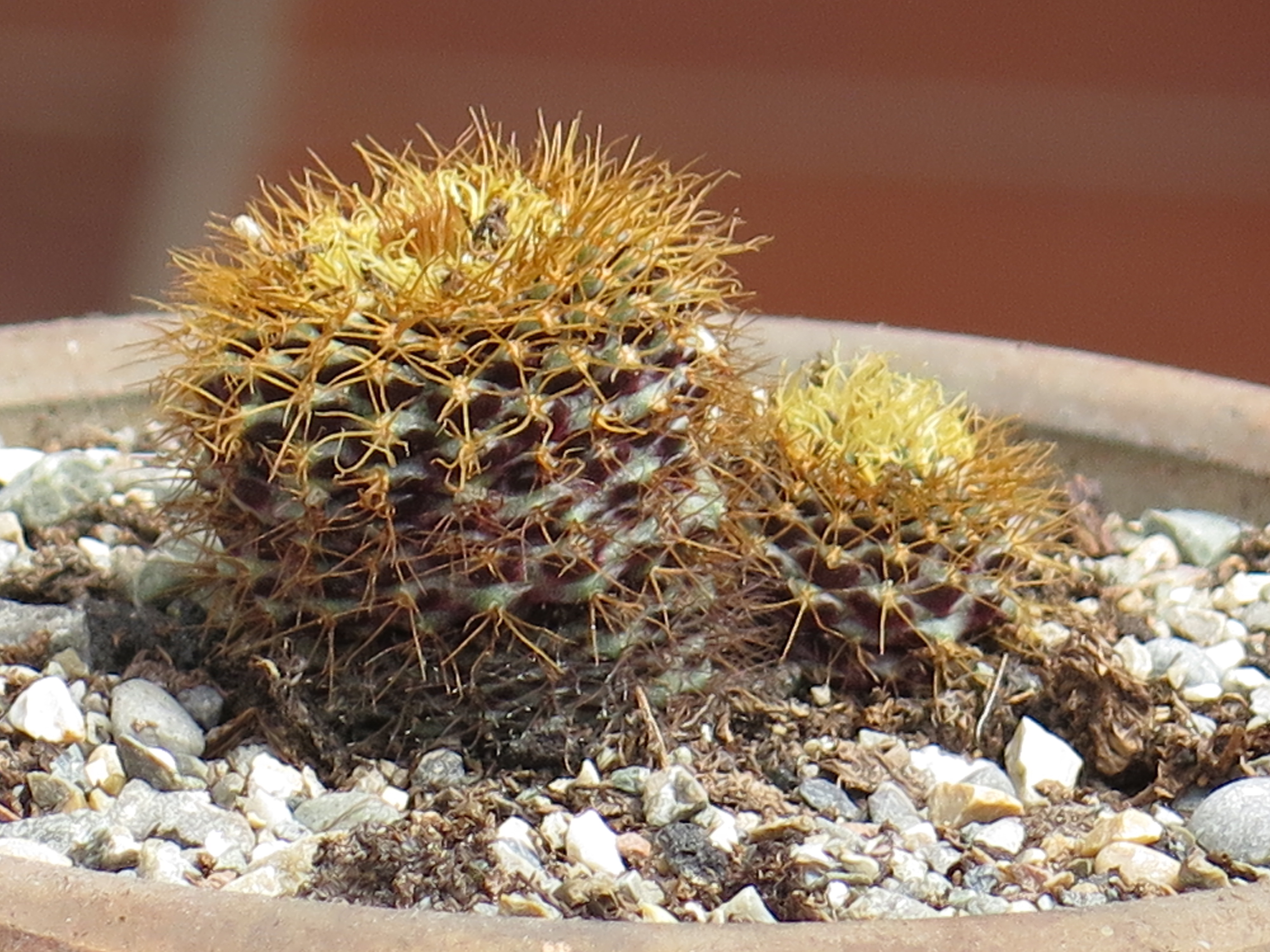
Frailea curvispina
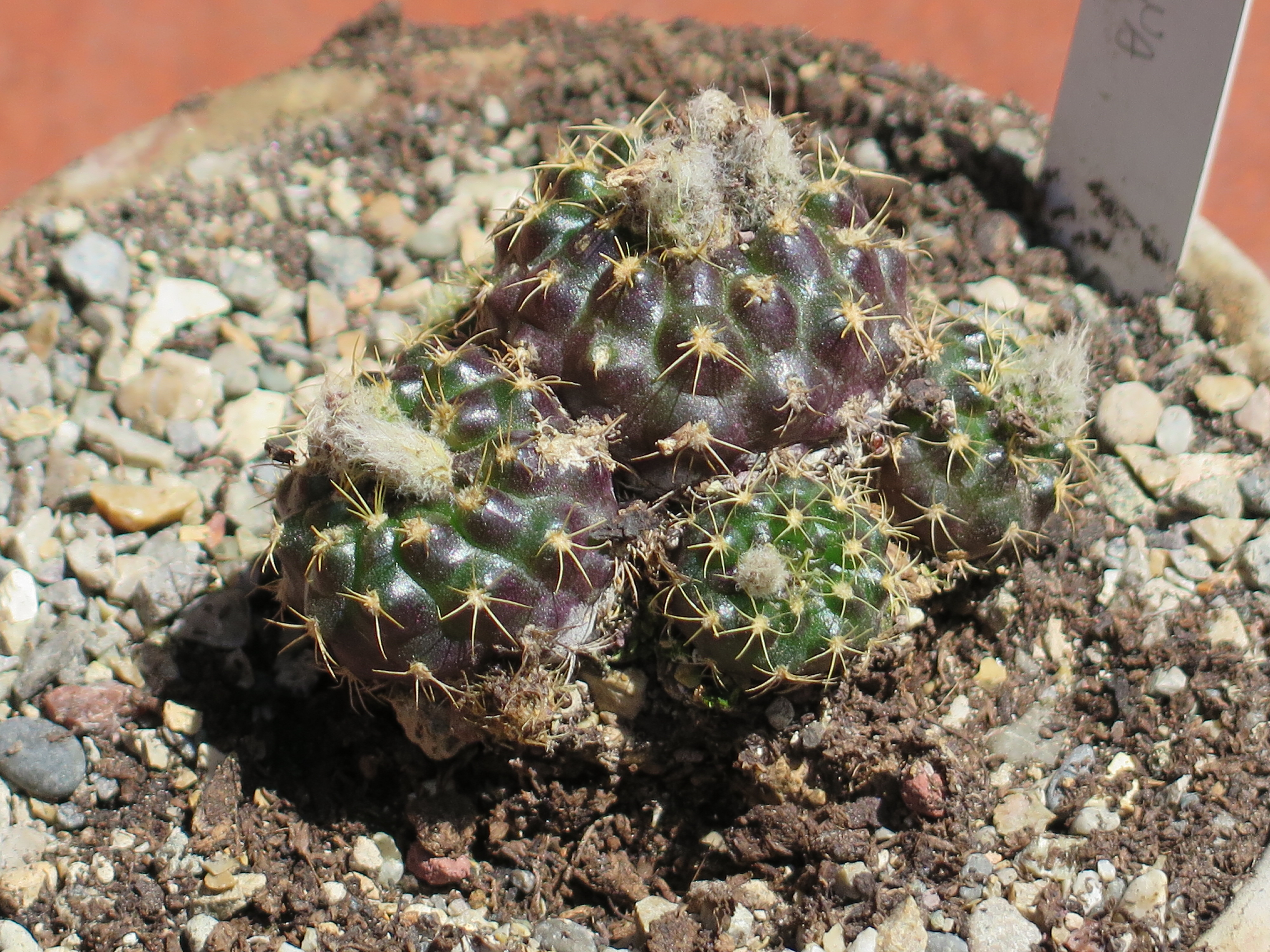
Frailea uhligiana
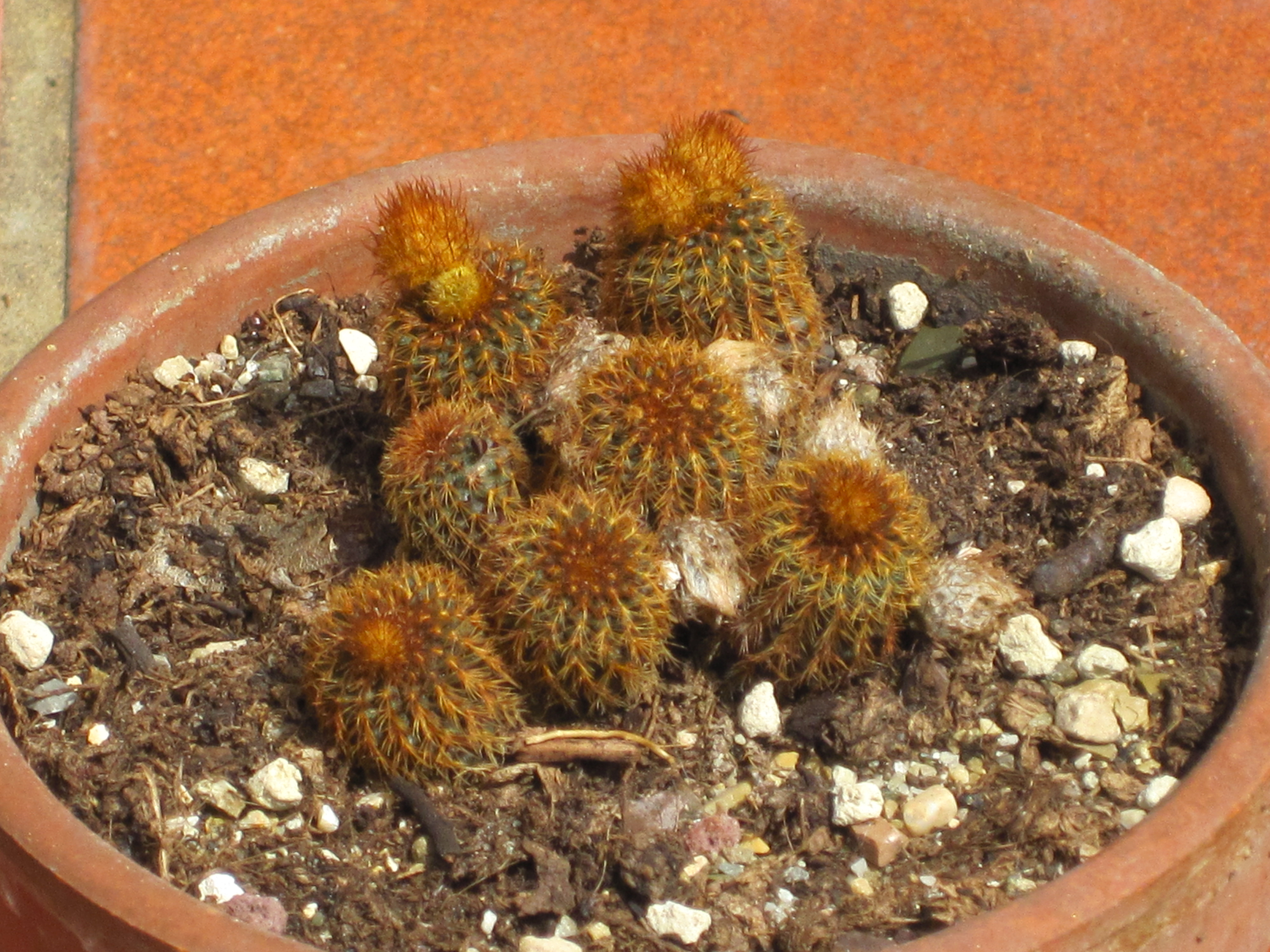
Frailea pygmeae var. aurea
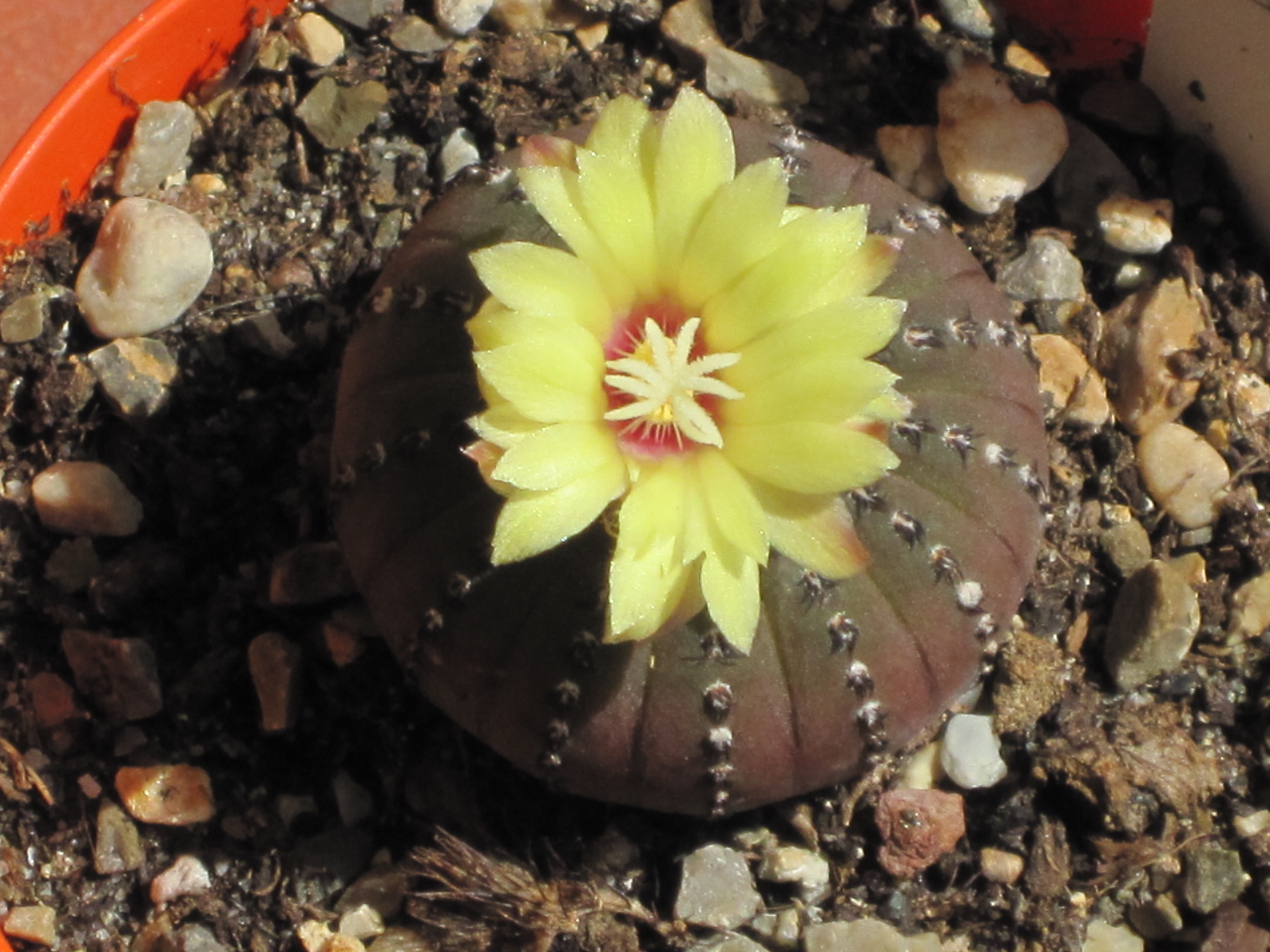
Frailea castanea
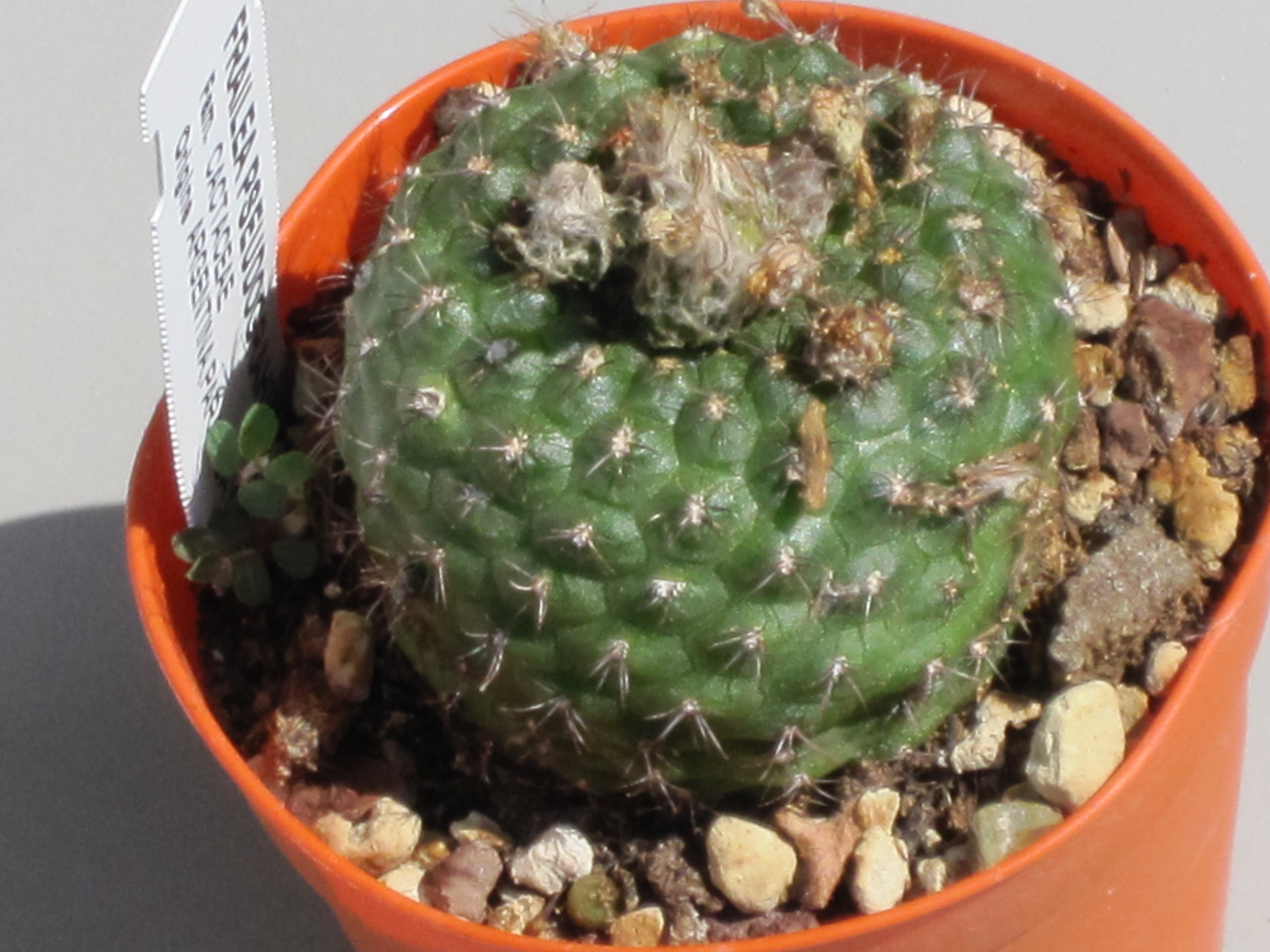
Frailea pseudograhliana
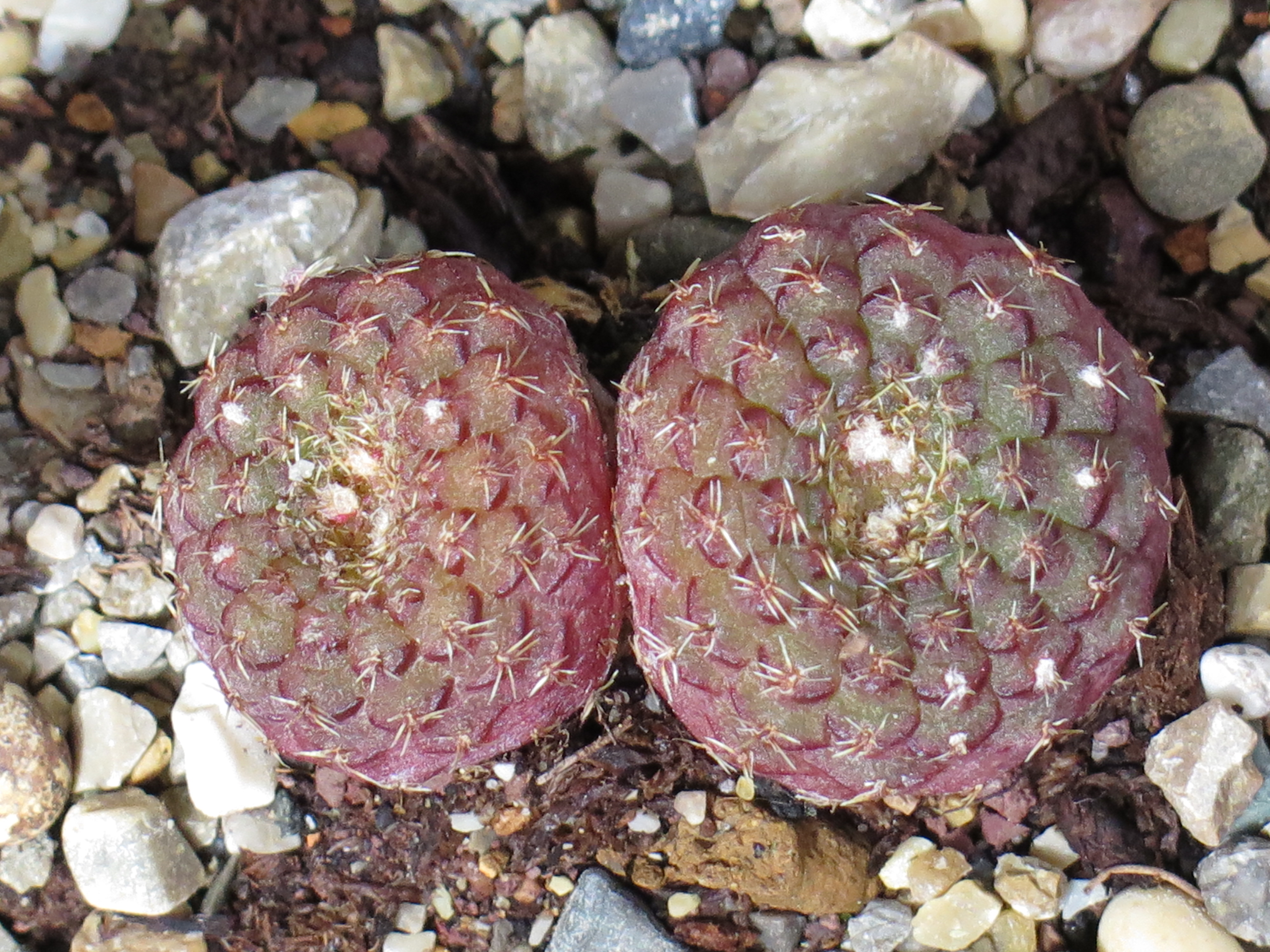
Frailea cataphracta

## Förekomst
Pysslingkaktussläktet kommer ursprungligen från Sydamerika och kan påträffas över hela Anderna från Colombia till Argentina, men finns även i södra Brasilien och Uruguay.

## Odling
Arter inom pysslingkaktussläktet är frostkänsliga och kräver mycket väldränerad, sandig jordblandning med hög humushalt och bör placeras på en halvskuggig plats. Odlas med fördel i kruka inomhus och bör då placeras torrt, ljust och välventilerat. Så länge de inte uttsätts för frost kan de odlas utomhus. Förökas enklast från frö.